# Маяк Сидар-Айленд
Маяк Сидар-Айленд (англ. Cedar Island Light) — маяк, расположенный на острове Лонг-Айленд на небольшом мысе Сидар-Пойнт, который ранее был островом, округ Саффолк, штат Нью-Йорк, США. Построен в 1839 году. Деактивирован в 1934 году.

## История
Маяк Сидар-Айленд стоит в конце длинной песчаной косы на острове Лонг-Айленд в государственном парке Сидар-Пойнт, обозначает вход в бухту Саг-Харбора. Изначально маяк находился на острове Сидар-Айленд, названном в честь небольшой группы кедровых деревьев, произраставших на нём. но Великий ураган 1938 года заполнил 200-ярдовый промежуток между островом и берегом, превратив его теперь в полуостров. известный как Сидар Пойнт. Но Новоанглийский ураган 1938 года соединил этот островок с Лонг-Айлендом, превратив его полуостров, ныне известный как Сидар-Пойнт. Остров Сидар-Айленд находился в проливе между островами Лонг-Айленд и Шелтер, в опасном для судоходства месте. В 1837 гоку Конгресс США выделил 1000$, а в 1838 году — ещё 2500$ на строительство маяка на острове Сидар-Айленд, и в 1839 году он был построен. Маяк представлял собой двухэтажный деревянный дом смотрителя со скатной крышей в центре которого была деревянная башня высотой примерно 10 метров. Он светил на расстояние 12,5 морских миль. В 1855 году на маяк была установлена линза Френеля. К начала 1860-х годов деревянная постройка стала заметно разрушаться, и в 1867 году Конгресс выделил 25 000 $ на строительство маяка. В 1868 году строительство было завершено. Маяк представлял собой двухэтажный гранитный дом в викторианском стиле в форме буквы «L» огибающий квадратную башню. В 1882 году на маяк был добавлен противотуманный сигнал. В 1902 году дополнительно была построена небольшая котельная. В 1934 году неподалёку Береговая охрана США построила автоматический маяк на скелетной башне, и маяк Сидар-Айленд был выведен из эксплуатации. В 1937 году маяк был продан на аукционе.
В 2003 году маяк был включен в Национальный реестр исторических мест.
В 1974 году заброшенный маяк пострадал от пожара. В 2017 году округ Саффолк выделил 500 000 $ на реконструкцию маяка.